# 衝撃の映像クラッシュ
『衝撃の映像クラッシュ』（しょうげきのえいぞうクラッシュ）は、TBS系列で1993年から2001年にかけて、毎年春と秋と年末の番組改編期に放送された特別番組である。

## 概要
1990年から1992年まで『ギミア・ぶれいく』で放送された企画「世紀の一瞬・その時カメラは回っていた」がベースになっている。1992年9月には『ギミア・ぶれいく』が終了したため、半年後の1993年からは単独特番として放送されていた。単独化後しばらくの間は『世紀の一瞬!衝撃の映像クラッシュ』と題して放送されていた。
内容は、海外で起きた事件・事故・ハプニングなどを独自の視点で紹介するというもので、オープニングでは上半期（昨年12月 - 翌年3月）・下半期（4月 - 9月）・年間で伝えられたニュースをまとめとする決定的瞬間映像を流していた。
1990年代まではカークラッシュや凶悪事件などの衝撃映像を売り物にしていたが、その後は放送基準が厳しくなり、人が死亡する模様の映像がほとんど取り上げられていないことから放送されていない。

## 放送日時・番組タイトル
| 回数   | 放送日時                           | タイトル                                | 備考                                                                  |
| ------ | ---------------------------------- | --------------------------------------- | --------------------------------------------------------------------- |
| 第1回  | 1993年4月1日（木）                 | 世紀の一瞬!衝撃の映像クラッシュ!!       |                                                                       |
| 第2回  | 1993年10月1日（金） 19:00 - 20:54  | 世紀の一瞬!衝撃の映像クラッシュ 第2弾   | 金曜テレビの星!枠                                                     |
| 第3回  | 1994年4月3日（日） 18:00 - 19:24   | 世紀の一瞬!衝撃の映像クラッシュ 第3弾   | 通常はJNN報道特集(料治がキャスターを務めた番組)とさんまのからくりTV枠 |
| 第4回  | 1994年10月6日（木） 21:00 - 22:54  | 世紀の一瞬!衝撃の映像クラッシュ 第4弾   |                                                                       |
| 第5回  | 1995年3月23日（木） 19:00 - 20:54  | 世紀の一瞬!衝撃の映像クラッシュ 第5弾!! |                                                                       |
| 第6回  | 1995年10月3日（火） 19:00 - 20:54  | 世紀の一瞬!衝撃の映像クラッシュ!!第6弾  |                                                                       |
| 第7回  | 1995年12月23日（土） 19:00 - 20:54 | 衝撃の映像クラッシュ'95総決算濃縮特大号 |                                                                       |
| 第8回  | 1996年3月22日（金） 19:00 - 20:54  | 衝撃の映像クラッシュ                    | 金曜テレビの星!枠                                                     |
| 第9回  | 1996年9月27日（金） 19:00 - 20:54  | 衝撃の映像クラッシュ'96超緊迫濃縮特大号 | 金曜テレビの星!枠                                                     |
| 第10回 | 1996年12月26日（木） 18:30 - 20:54 | 衝撃の映像クラッシュ'96総決算濃縮特大号 |                                                                       |
| 第11回 | 1997年3月28日（金） 19:00 - 20:54  | 衝撃の映像クラッシュ'97超過激濃縮特大号 | 金曜テレビの星!枠                                                     |
| 第12回 | 1997年9月26日（金） 19:00 - 20:54  | 衝撃の映像クラッシュ'97超緊迫濃縮特大号 | 金曜テレビの星!枠                                                     |
| 第13回 | 1997年12月19日（金） 19:00 - 20:54 | 衝撃の映像クラッシュ'97総決算濃縮特大号 | 金曜テレビの星!枠                                                     |
| 第14回 | 1998年3月27日（金） 19:00 - 20:54  | 衝撃の映像クラッシュ'98超過激濃縮特大号 | 金曜テレビの星!枠                                                     |
| 第15回 | 1998年9月25日（金） 19:00 - 20:54  | 衝撃の映像クラッシュ'98超緊迫濃縮特大号 | 金曜テレビの星!枠                                                     |
| 第16回 | 1998年12月18日（金） 19:00 - 20:54 | 衝撃の映像クラッシュ'98総決算濃縮特大号 | 金曜テレビの星!枠                                                     |
| 第17回 | 1999年3月26日（金） 19:00 - 20:54  | 衝撃の映像クラッシュ'99超過激濃縮特大号 | 金曜テレビの星!枠                                                     |
| 第18回 | 1999年9月23日（木） 19:00 - 20:54  | 映像クラッシュAAA                       | 金曜テレビの星!枠                                                     |
| 第19回 | 1999年12月24日（金） 19:00 - 20:54 | 映像クラッシュAAA                       | 金曜テレビの星!枠                                                     |
| 第20回 | 2000年8月4日（金） 19:00 - 20:54   | 衝撃ファイルAAA                         | スーパーフライデー枠                                                  |
| 第21回 | 2001年4月20日（金） 19:00 - 20:54  | 衝撃ファイルAAA                         | スーパーフライデー枠                                                  |

## 主なコーナー
- 緊急指令センター事件簿
- 予期せぬ出来事
- 笑撃のスポーツ珍プレー好プレー集!

など

## 出演者

### 司会
- 高田純次 - 『衝撃の映像クラッシュ』から『映像クラッシュAAA』まで担当。
- 楠田枝里子 - 『衝撃の映像クラッシュ』まで担当。
- 田丸美寿々 - 『映像クラッシュAAA』から『衝撃ファイルAAA』まで担当。
- 城島茂（TOKIO） - 『衝撃ファイルAAA』のみ担当。

### レギュラーゲスト
- 料治直矢(1996年)まで
- 嶌信彦(1997年)から

## スタッフ
- ナレーター：小倉智昭、小林清志、銀河万丈、来宮良子
- 構成：福岡秀広、原すすむ
- 選曲：江本成治
- CGタイトル：米山祐一郎
- 協力：TBSワールドニュース、東放制作
- ディレクター：福島隆史、小松原功一郎、東龍之祐、坂井宣仁、森下智己
- 演出：中川悦朗→中原英貴
- プロデューサー：中山佳子、星勝幸
- 制作プロデューサー：西村陸→谷上栄一
- 制作協力：TBS-VISION
- 制作：TBS報道局
- 製作著作：TBS